# Tyler Joseph
Tyler Robert Joseph (født 1. december 1988)er en amerikansk sanger og sangskriver og forsanger i bandet Twenty One Pilots.

## Barndom og ungdom
Joseph blev født i Columbus, Ohio. Han har to brødre, Jay og Zack (som også er sangere og rappere), og en søster, Madison. Hans mor, Kelly, var matematiklærer i Olentangy skoledistrikt, inden hun blev basketballtræner for Olentangy Orange High School i 2013. Hans far, Chris, var træner på Worthington Christian High School I 1996-2005, og han er rektor på en skole. Tyler spillede basketball fra en meget ung alder og fortsatte med at spille point guard for Worthington Christian. I 2008 fik basketballholdet andenpladsen i Division IV state-turneringen.
Efter at have set en sangskriver optræde på en High Street klub afslog han et basketballlegat fra Otterbein University og begyndte at spille musik efter at have fundet et gammelt keyboard i sit skab (en julegave fra hans mor), som han brugte til at efterligne melodier fra radioen med.

## Twenty One Pilots
Twenty One Pilots blev dannet i 2009. Bandet bestod af Joseph og hans to high school-venner, Nick Thomas og Chris Salih.
Det var Joseph, der kom på bandnavnet, da han i skolen læste et stykke kaldet All My Sons (af Arthur Miller) - et stykke hvor en mand er skyld i enogtyve piloters død.
I 2011 forlod Thomas og Salih bandet på grund af, at de havde travlt med andre ting, og Tyler Joseph gik i stedet sammen med trommeslageren Joshua (Josh) Dun. I april 2012 fik bandet en pladekontrakt med Fueled By Ramen.

## Privatliv
Tyler Joseph fik hjemmeundervisning da han var yngre, men startede dog i high school. 
Hans tatoveringer repræsenterer noget, der har reddet hans liv, men han ønsker ikke at deres betydning bliver spredt på internettet. Dog er han villig til at fortælle deres mening under fire øjne, hvis blot lytteren lover ikke at sprede informationerne videre.
Tyler Joseph blev gift med Jenna Black i marts 2015.

## Eksternehenvisninger
- Wikimedia Commons har flere filer relateret til Tyler Joseph
- Tyler Joseph på Allmusic
- Tyler Joseph på Discogs
- Tyler Joseph på MusicBrainz
- Tyler Joseph på Last.fm